# Aktawat Sakoolchan
Aktawat Sakoolchan (en thaï : เอกธวัช สกุลจันทร์, né le 8 septembre 1972) est un athlète thaïlandais, spécialiste du 400 m.
Il remporte deux médailles d'argent lors des Championnats d'Asie 1991 à Kuala Lumpur, et ensuite bat le record national du 400 m lors des Jeux de l'Asie du Sud-Est de 1995 à Chiang Mai, en 46 s 05. Ce record tient 20 ans, battu par Kunanon Sukkaew en 46 s 00.